# Смолућа (Тутин)
Смолућа је сточарско-ратарско и воћарско сеоско насеље разбијеног типа у Србији, у општини Тутин у Рашком округу. Према попису из 2022. у Смолући је живело 196 становника (у претходном попису из 2002. било је 294 становника).
Смолућа (или Смалућа у говору и старијој литератури) се налази на левој обали долине Смолућке реке. У близини насеља налази се Смолућка пећина, у којој су пронађени остаци палеолитског човека, стари 40 до 50.000 година. Становништво је досељено крајем 17. и почетком 18. века из северне Албаније.

## Демографија
У насељу Смолућа живе 202 пунолетна становника, а просечна старост становништва износи 30,1 година (29,4 код мушкараца и 30,9 код жена).
Ово насеље је великим делом насељено Бошњацима (према попису из 2002. године).
|  |

| Демографија | Демографија | Демографија |
| Година      | Становника  | Становника  |
| ----------- | ----------- | ----------- |
| 1948.       | 247         |             |
| 1953.       | 293         |             |
| 1961.       | 245         |             |
| 1971.       | 371         |             |
| 1981.       | 407         |             |
| 1991.       | 395         | 388         |
| 2002.       | 294         | 338         |
| 2011.       | 308         |             |

| Етнички састав према попису из 2002.‍ | Етнички састав према попису из 2002.‍ | Етнички састав према попису из 2002.‍ | Етнички састав према попису из 2002.‍ | Етнички састав према попису из 2002.‍ |
| ------------------------------------ | ------------------------------------ | ------------------------------------ | ------------------------------------ | ------------------------------------ |
|                                      |                                      |                                      |                                      |                                      |
| Бошњаци                              | Бошњаци                              |                                      | 286                                  | 97,27%                               |
| непознато                            | непознато                            |                                      | 8                                    | 2,72%                                |

| Година пописа     | 1948. | 1953. | 1961. | 1971. | 1981. | 1991. | 2002. |
| ----------------- | ----- | ----- | ----- | ----- | ----- | ----- | ----- |
| Број домаћинстава | 37    | 40    | 38    | 52    | 55    | 63    | 51    |

| Број чланова      | 1 | 2 | 3 | 4 | 5 | 6 | 7  | 8 | 9 | 10 и више | Просек |
| ----------------- | - | - | - | - | - | - | -- | - | - | --------- | ------ |
| Број домаћинстава | 0 | 4 | 8 | 3 | 6 | 9 | 11 | 4 | 4 | 2         | 5,76   |

| Пол    | Укупно | Неожењен/Неудата | Ожењен/Удата | Удовац/Удовица | Разведен/Разведена | Непознато |
| ------ | ------ | ---------------- | ------------ | -------------- | ------------------ | --------- |
| Мушки  | 91     | 32               | 52           | 6              | 1                  | 0         |
| Женски | 111    | 34               | 63           | 10             | 2                  | 2         |
| УКУПНО | 202    | 66               | 115          | 16             | 3                  | 2         |

| Пол    | Укупно                    | Пољопривреда, лов и шумарство | Рибарство                            | Вађење руде и камена | Прерађивачка индустрија       |
| ------ | ------------------------- | ----------------------------- | ------------------------------------ | -------------------- | ----------------------------- |
| Мушки  | 32                        | 19                            | 0                                    | 0                    | 5                             |
| Женски | 15                        | 13                            | 0                                    | 0                    | 0                             |
| УКУПНО | 47                        | 32                            | 0                                    | 0                    | 5                             |
| Пол    | Производња и снабдевање   | Грађевинарство                | Трговина                             | Хотели и ресторани   | Саобраћај, складиштење и везе |
| Мушки  | 0                         | 4                             | 0                                    | 0                    | 0                             |
| Женски | 0                         | 0                             | 0                                    | 0                    | 0                             |
| УКУПНО | 0                         | 4                             | 0                                    | 0                    | 0                             |
| Пол    | Финансијско посредовање   | Некретнине                    | Државна управа и одбрана             | Образовање           | Здравствени и социјални рад   |
| Мушки  | 0                         | 0                             | 0                                    | 0                    | 0                             |
| Женски | 0                         | 0                             | 0                                    | 0                    | 0                             |
| УКУПНО | 0                         | 0                             | 0                                    | 0                    | 0                             |
| Пол    | Остале услужне активности | Приватна домаћинства          | Екстериторијалне организације и тела | Непознато            | Непознато                     |
| Мушки  | 0                         | 0                             | 0                                    | 4                    | 4                             |
| Женски | 0                         | 0                             | 0                                    | 2                    | 2                             |
| УКУПНО | 0                         | 0                             | 0                                    | 6                    | 6                             |